# Carlos I Cybo-Malaspina
Carlos I Cybo-Malaspina, em italiano Carlo I Cybo-Malaspina (Ferrara, 18 de novembro de 1581 – Massa, 13 de fevereiro de 1662) foi Príncipe Soberano de Massa e Marquês Soberano de Carrara de 1623 a 1662, sendo o quarto membro da dinastia Cybo-Malaspina a governar os estados de Massa e Carrara.

## Biografia
Era o filho primogénito de Alderano Cybo-Malaspina e de Marfisa d'Este. Em 1623, Carlos sucedeu ao avô, Alberico I, uma vez que o pai falecera em 1606. 
Para além de soberano de Massa e Carrara, possuía os títulos nobiliárquicos de príncipe do Sacro Império, segundo duque de Ferentillo, primeiro duque de Ajello, conde palatino de Laterano, barão de Paduli, senhor soberano de Moneta e Avenza, senhor de Lago, Laghitello, Serra e Terrati, barão romano, patrício romano e patrício genovês, patrício de Pisa e de Florença, patrício napolitano, nobre de Viterbo.
Em 22 de fevereiro de 1605 casou, em Gênova, com Brígida Spínola (Gênova, 26 de outubro de 1587 - Gênova, 22 de janeiro de 1660), filha de Giannettino Spinola, Patrício Genovês, e de Diana de Mari.
Ao falecer, sucede-lhe o seu filho mais velho, que governará sob o nome de Alberico II. Foi sepultado na Capela do Santíssimo Rosário da Colegiata de S. Pedro (Collegiata di San Pietro), em Massa.

## Descendência
Tal como seu pai, Carlos I teve uma descendência numerosa, e do seu casamento com Brígida tiveram catorze filhos:
1. Alberico II (1607-1690) que sucedeu ao pai no trono;
2. Marfisa (1608-1612);
3. Maria (1609-1652), casou com Galeotto IV Pico, príncipe herdeiro de Mirandola;
4. Veronica (1611-1691), casou com Don Jacopo Salviati, primeiro Duque de Giuliano, Nobre Romano e Patrício de Florença;
5. Alderano (1613- 1700), Bispo de Jesi e Cardeal;
6. Placidia (1614-1683), casou com Carlo Antonio I de Guevara, quarto Duque de Bovino, Patrício Napolitano, Grão-Senescal do Reino de Nápoles; foi a possível instigadora do assassinato da amante do seu marido em 1633;
7. Giannettino (1615- 1683), Patrício Romano e Patrício Genovês, Patrício de Pisa e Florença, Patrício Napolitano, Nobre de Viterbo, Cavaleiro de Santiago, General de Cavalaria e Mestre de Campo da Armada do rei de Espanha;
8. Francisco (Francesco) (1616-1657), Cavaleiro da Ordem de Malta, General das Galeras do Rei de Espanha;
9. Lourenço (Lorenzo) (1618-1680), Bispo de Jesi em 1671;
10. Eduardo (Odoardo), (1619-1705) Prefeito e Governador Pontifício de Perugia, Ancona, Viterbo, Norcia, Orvieto, Camerino, Arcebispo Titular de Seleucia, Núncio Apostólico na Suiça (1670-1679), Patriarca Titular de Constantinopla (1689);
11. Diana, (1620-1688); Monja Clarissa
12. Ricarda (Ricciarda) (1622-1683), casou com Afonso II Gonzaga, sexto Conde de Novellara;
13. Domingo (Domenico) (1623-1678), Abade;
14. João Batista (Giovanni Battista) (1624 - 1625).